# جاده ئی۲۷۲ اروپا
جاده ئی۲۷۲ اروپا (به انگلیسی: European route E272) یکی از جاده‌های درجه ۲ قاره اروپا است.
این جاده که در کشور لیتوانی قرار دارد از شهر کلایپدا شروع شده و در شهر ویلنیوس به پایان می‌رسد.